# Autolycos din Pitana
Autolycos din Pitana (în greacă: Αυτόλυκος ο Πιτταναίος or Πιττανεύς) (c. 360 î.Hr. – c. 290 î.Hr.) a fost un matematician din Grecia antică.

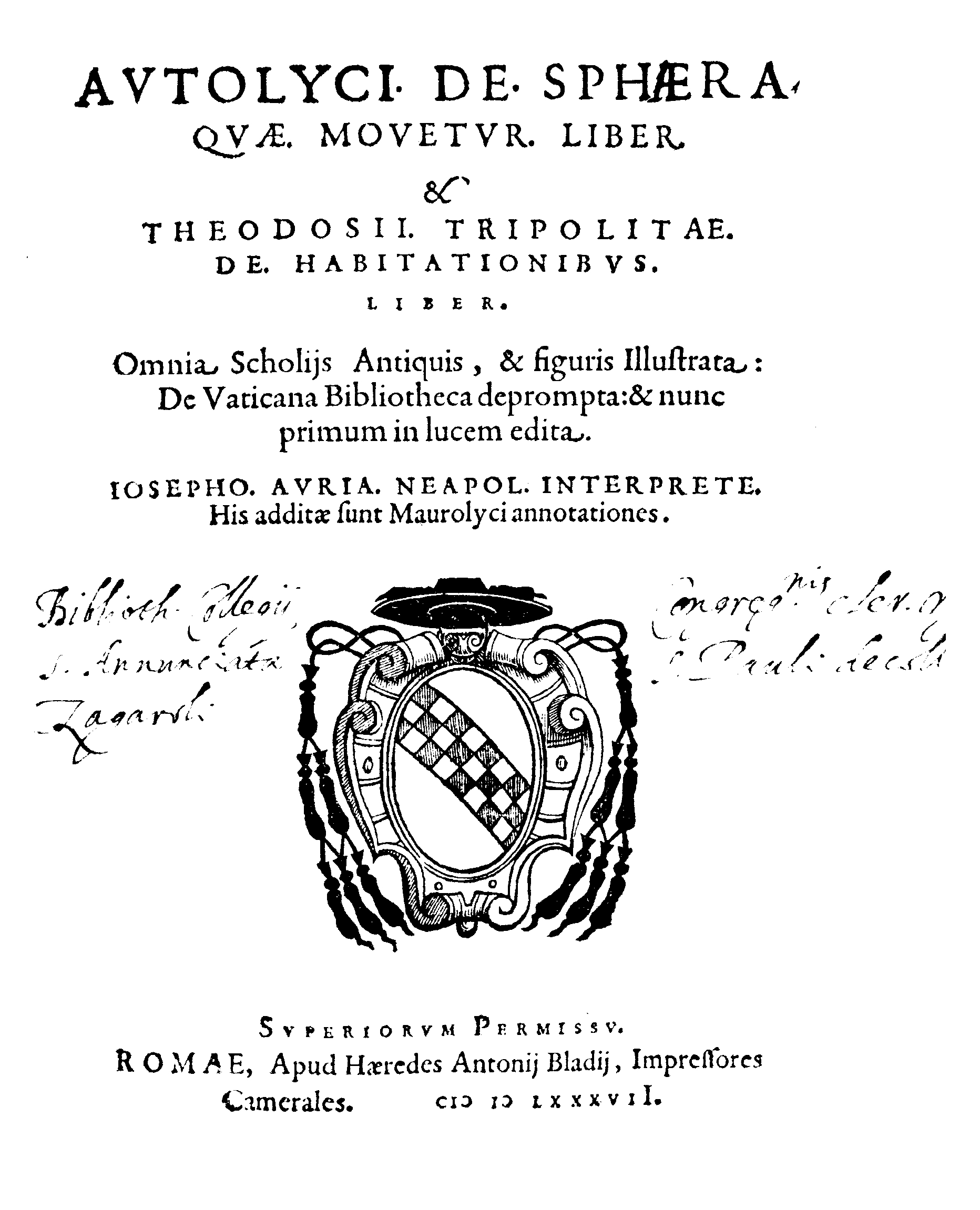
De sphaera quae movetur liber, 1587

În lucrarea Asupra sferei în mișcare, a elaborat geometria suprafeței sferice înaintea lui Euclid.
În domeniul astronomiei, a scris lucrarea Despre răsărit și apus, în care tratează mișcarea corpurilor cerești și care are ca punct de plecare teoria sferelor omocentrice a lui Eudoxus din Knidos.
De asemenea, în scrierile sale se găsește una din primele definiții ale vitezei, precum și afirmația că, în mișcarea uniformă, raportul timpurilor este egal cu raportul spațiilor.
Tot în lucrările sale apare pentru prima dată denumirea de catetă ("kathetos"= perpendiculară), denumire preluată de Euclid.
1. 1 2  „Autolycos din Pitana”, Gemeinsame Normdatei, accesat în 13 aprilie 2021
2. 1 2 3  MacTutor History of Mathematics archive